# Mala Gora, Kočevje
Mala Gora je naselje v občini Kočevje.